# GRASS GIS
GRASS GIS(Geographic Resources Analysis Support System)는 지리공간 데이터 관리 및 분석, 이미지 처리, 그래픽스 및 지도 생성, 공간 및 시간 제약적 모델링, 시각화를 위한 지리 정보 시스템(GIS) 소프트웨어 제품군이다. 래스터 그래픽스, 위상수학, 벡터, 이미지 처리, 그래픽 데이터를 처리할 수 있다.
GRASS GIS는 지도와 이미지를 모니터와 종이상에 렌더링하기 위한 350개 이상의 모듈을 포함한다. 벡터 네트워크를 포함한 래스터 및 벡터 데이터를 조작한다.